# ジェフ・クベンカ
ジェフリー・スコット・クベンカ（Jeffrey Scot "Jeff" Kubenka , 1974年8月24日 - ）は、アメリカ合衆国テキサス州出身の元プロ野球選手（投手）。

## 来歴
1996年のMLBドラフトにてロサンゼルス・ドジャースから38巡目で指名され契約。
1998年9月6日にメジャーデビュー。9月8日に初勝利を挙げるなど、そのシーズンは9回1/3を自責点1に抑える。
1999年は6試合で防御率11.72と打ち込まれる。9月にウェーバーにかけられ、アリゾナ・ダイアモンドバックスが獲得するも、シーズン途中にオークランド・アスレチックスに移籍。メジャーには昇格出来なかった。
2001年シーズン開幕直後、左腕投手が不足していた山本功児監督率いる千葉ロッテマリーンズに入団した。4月29日の対西武ライオンズ戦で初登板初先発を果たすも、8人の打者に対してアウト2つのみ、3失点でなおも二死満塁となったところでKOされた（味方が一度は逆転したため勝敗つかず）。その後、中継ぎで2度登板するが5月4日に二軍落ち。以降はネイサン・ミンチーとブライアン・シコースキーの陰に隠れ、一軍に上がることなく9月24日に解雇された。なお、入団を検討する際に使われた資料ビデオは撮影場所が原っぱのようなところで、見ても評価のしようがなかったという。カーブ、フォークボールが武器。
2002年に、メキシカンリーグで1年間プレーして引退した。

## 詳細情報

### 年度別投手成績
| 年 度    | 球 団    | 登 板 | 先 発 | 完 投 | 完 封 | 無 四 球 | 勝 利 | 敗 戦 | セ 丨 ブ | ホ 丨 ル ド | 勝 率 | 打 者 | 投 球 回 | 被 安 打 | 被 本 塁 打 | 与 四 球 | 敬 遠 | 与 死 球 | 奪 三 振 | 暴 投 | ボ 丨 ク | 失 点 | 自 責 点 | 防 御 率 | W H I P |
| -------- | -------- | ----- | ----- | ----- | ----- | -------- | ----- | ----- | -------- | ----------- | ----- | ----- | -------- | -------- | ----------- | -------- | ----- | -------- | -------- | ----- | -------- | ----- | -------- | -------- | ------- |
| 1998     | LAD      | 6     | 0     | 0     | 0     | 0        | 1     | 0     | 0        | --          | 1.000 | 40    | 9.1      | 4        | 0           | 8        | 0     | 0        | 10       | 1     | 0        | 1     | 1        | 0.96     | 1.29    |
| 1999     | LAD      | 6     | 0     | 0     | 0     | 0        | 0     | 1     | 0        | --          | .000  | 42    | 7.2      | 13       | 1           | 4        | 0     | 0        | 2        | 0     | 0        | 12    | 10       | 11.74    | 2.22    |
| 2001     | ロッテ   | 3     | 1     | 0     | 0     | 0        | 0     | 1     | 0        | --          | .000  | 13    | 2.0      | 4        | 0           | 4        | 0     | 0        | 1        | 0     | 0        | 4     | 4        | 18.00    | 4.00    |
| MLB：1年 | MLB：1年 | 12    | 0     | 0     | 0     | 0        | 1     | 1     | 0        | --          | .500  | 82    | 17.0     | 17       | 1           | 12       | 0     | 0        | 12       | 1     | 0        | 13    | 11       | 5.82     | 1.71    |
| NPB：1年 | NPB：1年 | 3     | 1     | 0     | 0     | 0        | 0     | 1     | 0        | --          | .000  | 13    | 2.0      | 4        | 0           | 4        | 0     | 0        | 1        | 0     | 0        | 4     | 4        | 18.00    | 4.00    |

### 記録
NPB
- 初登板・初先発：2001年4月29日、対西武ライオンズ7回戦（西武ドーム）、2/3回3失点
- 初奪三振：同上、1回裏に小関竜也から

### 背番号
- 67 （1998年）
- 45 （1999年）
- 42 （2001年）